# Brigada Escudo Costero
Brigada Escudo Costero (en árabe: لواء درع الساحل‎, romanizado: Liwāʼ Dirʻ al-Sāḥil) es una organización militante extremista alauita neobaasista formada a partir de los restos de las 25 Fuerzas Especiales del Ejército Árabe Sirio después de la caída de Assad.

## Historia
La Brigada Escudo Costero fue establecida el 6 de febrero de 2025 por el exmiembro de las 25 Fuerzas Especiales y la Guardia Republicana, Muqdad Fatiha, junto con otros soldados, y publicó un video que mostraba el establecimiento contra el Comando de Operaciones Militares y el Gobierno de Transición Sirio que fue difundido por la Resistencia Popular Siria.  Establecieron la Brigada Costera cerca de las montañas de Latakia en la Gobernación de Latakia para luchar contra Hay'at Tahrir al-Sham en su bastión original, llamó a los alauitas y a los anteriores partidarios de Bashar al-Assad a "tomar las armas" contra Ahmed al-Sharaa. Fatiha declaró en el vídeo sobre el establecimiento de la Brigada Escudo Costero ante la escalada de violaciones por parte de la autoridad de Ahmad al-Sharaa después de los ataques a los alauitas en las ciudades de la costa siria, subrayando la responsabilidad de la brigada por cualquier ataque a la autoridad de al-Sharaa en la costa y fuera de la costa siria. 
El líder de la Brigada Escudo Costero, Muqdad Fatiha, declaró que la Brigada Escudo Costero asumiría la responsabilidad de cualquier operación realizada contra Hay'at Tahrir al-Sham en la Gobernación de Latakia.
El líder de la Brigada Escudo Costero, Muqdad Fatiha, pertenecía a la Guardia Republicana y a las 25 Fuerzas Especiales, y también es famoso por su participación en el tráfico de drogas, el soborno, el secuestro y los asesinatos.